# 185
185 (CLXXXV) var ett normalår som började en fredag i den julianska kalendern.

## Händelser

### Okänt datum
- Pertinax nedslår ett myteri bland romerska legioner i Britannien.
- Perennis, hans familj och många andra avrättas för att ha konspirerat mot Commodus.
- Kleomedes upptäcker att ljuset bryts i jordens atmosfär.
- Irenaeus skriver, att det endast finns fyra evangelier (omkring detta år).
- Kushankejsaren Vasudeva inleder sitt styre i Indien.
- Kinesiska astronomer noterar i Houhanshus astrologiska annaler att de har sett en supernova, vilken man i nutid har identifierat som RCW 86; detta är världshistoriens första identifierade supernova.

## Födda
- Origenes, kristen apologet (född omkring detta år)

## Avlidna
- Datus, biskop av Ravenna, helgon (martyrdöd)